# Snällsbökesjön
Snällsbökesjön är en sjö i Markaryds kommun i Småland och ingår i Lagans huvudavrinningsområde.